# Presó de dones d'Amorebieta
L'Hospital Presó de dones d'Amorebieta, conegut com la Presó de dones d'Amorebieta, va ser una presó ubicada al País Basc, al centre del poble d'Amorebieta, que va funcionar durant la primera etapa de la dictadura franquista, del 1939 fins al 1947.

## Història
L'edifici, pertanyent a l'orde dels Carmelites Descalços, va ser construït entre 1931 i 1933, concebut com a Seminari. En esclatar la Guerra Civil, es va convertir en una caserna per a les milícies i en un hospital de sang. Al setembre de 1939, amb la derrota del bàndol republicà, va ser confiscat i va ser destinat provisionalment a hospital penitenciari per a dones. A finals de desembre de 1939, dels 4.888 habitants censats al municipi, prop de mil eren dones recloses.
El 3 març de 1940, per ordre del director general de presons, Esteban de Bilbao Eguía, va tancar el servei hospitalari i es va convertir en la presó Central de Dones d'Amorebieta, on van ser destinades dones de tot l'Estat, després d'haver estat jutjades i condemnades en consell de guerra, predominant les madrilenyes. La presa Teresa Palomares, en un article publicat a la revista Redempció, va informar que ella formava part del primer contingent de dones preses procedents de Madrid.
També hi van arribar recluses procedents de les Presons de les Oblates de Tarragona i Santander, la Presó de les Corts de Barcelona, la presó de Girona i la presó de Ca Sales de Palma. D'altres eren destinades a la Presó Central de Saturrarán, també al País Basc.
Francisco Machado, germà dels poetes Manuel i Antonio Machado, va ser un dels primers directors d'aquesta preso. Les monges oblates i més tard les germanes de Sant Josep van ser les guardianes substitutes de les antigues funcionàries de presons republicanes, i també van formar part de la Junta de Disciplina, on tenien la facultat de decidir, segons el seu criteri, els càstigs, la censura, l'aïllament i les propostes de llibertat condicional.
El 1947, després de vuit anys de funcionament, 48 defuncions i més de 1.200 dones excarcerades, la presó va ser clausurada, després d'haver sigut denunciada diverses vegades per les paupèrrimes condicions de vida de les internes, que van arribar a fer vaga de fam perquè el ranxo era poc més que aigua calenta.
Les fitxes, expedients, llibres de filiació o actes del Patronat i la Junta de Disciplina han desaparegut o estan ocults. Això implica que no es pugui saber exactament quantes dones van passar per Amorebieta. Ascensión Badiola va aconseguir identificar-ne almenys unes 1.239

## La vida a la presó
A partir de febrer de 1940, per iniciativa de Matilde Fernández, inspectora nacional, es van impulsar uns tallers de costura on es cosien peces i uniformes per a la intendència de l'exèrcit. Al principi disposaven només de tres màquines de cosir i cinc operàries. A poc a poc, els tallers es vn ampliar i van arribar a tenir trenta màquines, amb les quals treballaven quaranta-set recluses: una cap de taller, una oficiala i quaranta-cinc ajudantes. A l'octubre de 1940, les preses del taller percebien un suplement diari per a la millora del ranxo. La revista Redempció, del 26 d'octubre d'aquell any, va publicar una foto en la qual es veia les preses treballant en presència de dues monges. També es va crear un taller de brodat fi.
Va haver-hi almenys un metge de manera permanent, José Alegría Mendialdea, que havia estat detingut i posat a disposició del jutge militar el 14 d'agost de 1937. També havia estat sotmès a consell de guerra i sentenciat a sis anys de reclusió a la Presó Provincial de Bilbao.
Amalia de la Fuente Peral, cuinera i una de les preses d'Amorebieta, en un dels seus testimoniatges, va explicar les pèssimes condicions dels aliments. També estaven obligades a assistir a la missa dominical. A les que s'hi negaven se'ls aplicava el càstig de la incomunicació, durant un o dos mesos.
Les criatures no rebien un tracte millor. Les dones prenyades parien llurs fills sense cap condició higiènica i convivien amb els nens per terra, sobre el farcell dels seus objectes personals. Moltes van morir sense cap mena d'assistència. Els bebès només podien romandre amb les mares fins als tres anys; després, si no tenien familiars que se'n fessin càrrec, eren lliurats en adopció.

## Memòria històrica
- La presó ha estat rememorada per Tomasa Cuevas, en el seu llibre Testimoniatges de dones en les presons franquistes i per Teresa Alonso Otero en El record em dol.[11][12]

- Ascensión Badiola, en el seu llibre Indivídues perilloses, ha aconseguit recopilar més de mil noms de recluses.[13] Entre elles hi ha: Trinidad Gallego, Tomasa Cuevas, Blasa Jiménez Chaparro (morta a la presó), Julia Vigre, Julia Manzanal Pérez, Crescencia Uribe (germana del dirigent comunista i ministre d'Agricultura del govern republicà Vicente Uribe, exiliat a Mèxic), Josefina Amalia Villa, Nieves Torres, Petra Cuevas Rodríguez[14] i Angela Losada García  (filla de Alpidia García Moral).[15][16][17]